# Tribun
Tribun (lat. tribunus, od tribus, kmen) byl původně patrně kmenový předák, ve starověkém Římě vysoký a zpravidla volený výkonný úředník. Největší politický význam měl tribun lidu. Titul se pak užíval i pro vojenské velitele nebo vysoké městské úředníky až do novověku.
V přeneseném smyslu je „tribun“ výrazný lidový řečník, který se zastává nějaké záležitosti. 

## Původ a historie
Tak jako tribus (kmen), odkazuje patrně i tribunus ke třem (lat. tres, tribus) původním kmenům římské obce (Ramnů, Titiů a Lucerů) a znamenal snad kmenového náčelníka. V historické době to byl titul voleného výkonného úředníka. Největší význam měli tribuni za republiky a raného principátu, od 3. století n. l. tato funkce mizí.
Podle pravomocí se rozlišovali: 
1. Tribunus plebis (tribun lidu) byli voleni zástupci lidu (plebejů). Zřízení úřadu si plebejové vynutili roku 494 př. n. l., když na protest opustili město. Tribunové byli voleni ze svobodných plebejů a jejich počet se z původních dvou rozrostl na deset. Jejich odznakem byla prostá dřevěná lavička (subsellium) a místo liktorů je provázeli viatores. Pravomoci těchto tribunů postupně rostly, hlavně proto, že byli osobně nedotknutelní, až se z nich stali nejmocnější úředníci ve městě. Svolávali lidová shromáždění a předsedali jim a jejich usnesení měla od roku 287 př. n. l. platnost zákonů. Nakonec si Julius Caesar i Augustus přisoudili tribunskou pravomoc, která tak přešla na císaře a úřad zanikl.
2. Tribunus aerarii byli finanční úředníci, kteří vybírali válečnou daň (tributum) a starali se o výplatu vojáků. (Odtud pozdější „erár“) Od roku 167 př. n. l. se daň přestala vybírat, ale úřad přetrval a jeho nositelé tvořili ke konci republiky zvláštní privilegovaný stav.
3. Tribunus militum byl velitel římské legie, vybíraný pouze z jezdeckého stavu. Původně byli tři tribuni, které jmenoval konsul a každý z nich velel asi 1000 mužům ze svého kmene. Od roku 207 př. n. l. měla každá ze čtyř legií šest tribunů, volených tributním shromážděním, kteří se ve velení střídali. Tribun měl na starosti velení i strategii, ale staral se i o zásobování, stavbu táborů a také jmenoval setníky (centurio). Za císařství byli tribuni militum jmenování císařem ze šlechtické mládeže, která tak začínala veřejnou kariéru. Protože byli nezkušení, byli postupně nahrazováni stálými veliteli.
4. Tribunus celerum byl ve starší době vrchní velitel jízdního vojska.[1]

## Pozdější historie
V byzantské době byli do 7. století tribuni velitelé oddílů vojska, podřízení vévodovi (dux) nebo vladaři. Podle velikosti posádky byl ve městě jeden nebo několik a často vykonávali i civilní správu města. Tak působili i původní tribuni v Benátkách, kteří se později stali nejbližšími rádci vévody (dóžete). Ve středověkých městech ve Středomoří byli tribuni starosty městských částí, a když se Cola di Rienzo roku 1347 v čele povstání proti šlechtě zmocnil města Říma, tituloval se „tribun“. Titul znovu zavedl Napoleon Bonaparte za svého konzulátu roku 1799 a v tomto smyslu se titul používal například v Polsku až do 19. století.